# Quiote

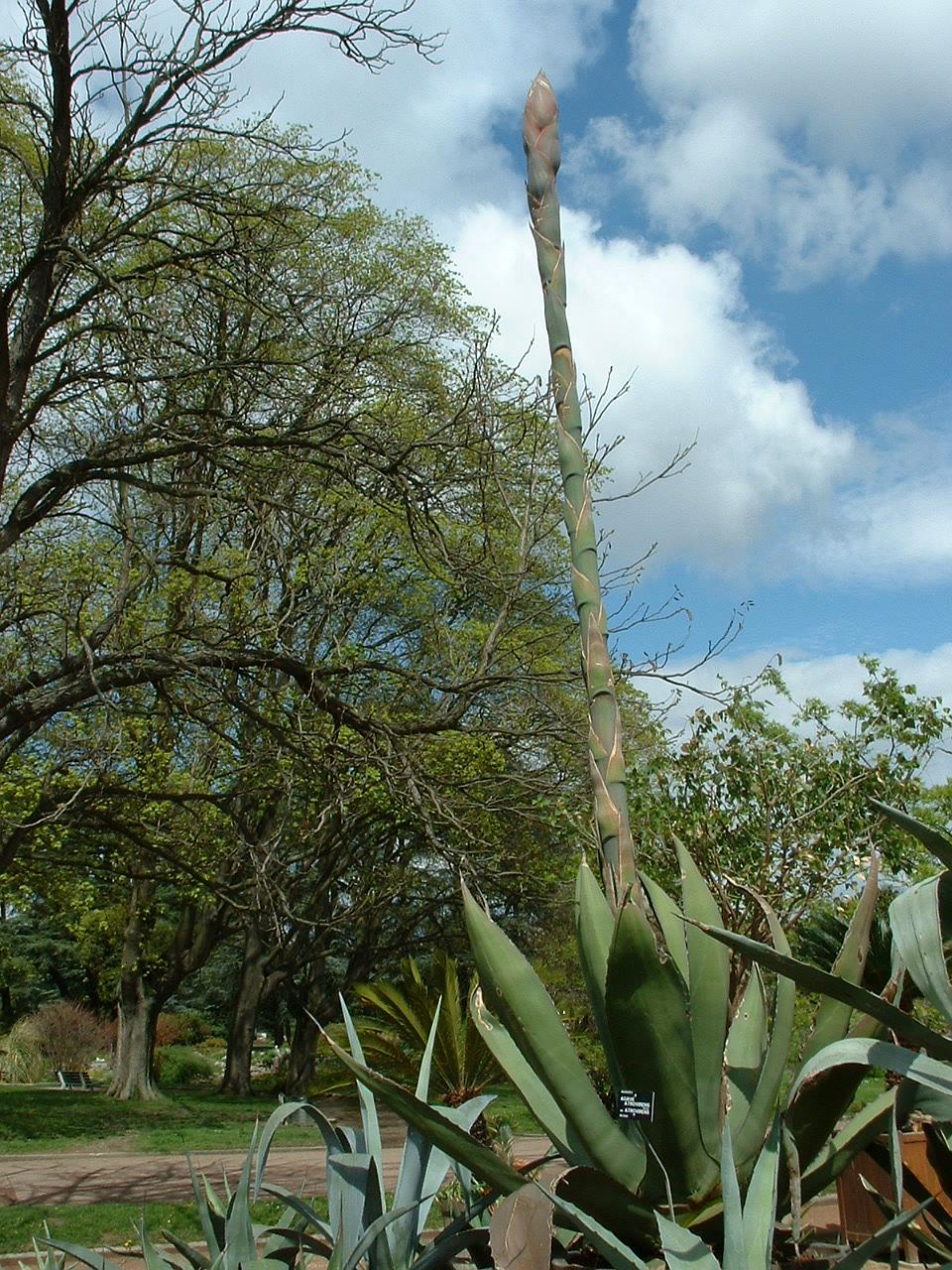
Maguey pulquero antes de la floración.

En México, el quiote (del nahua quiotl, tallo, brote)  o jiote es el tallo comestible de la flor del maguey.
Para fabricar pulque, el aguamiel necesario se debe extraer antes de ser requerido para el colosal crecimiento del quiote.